# パセイック川

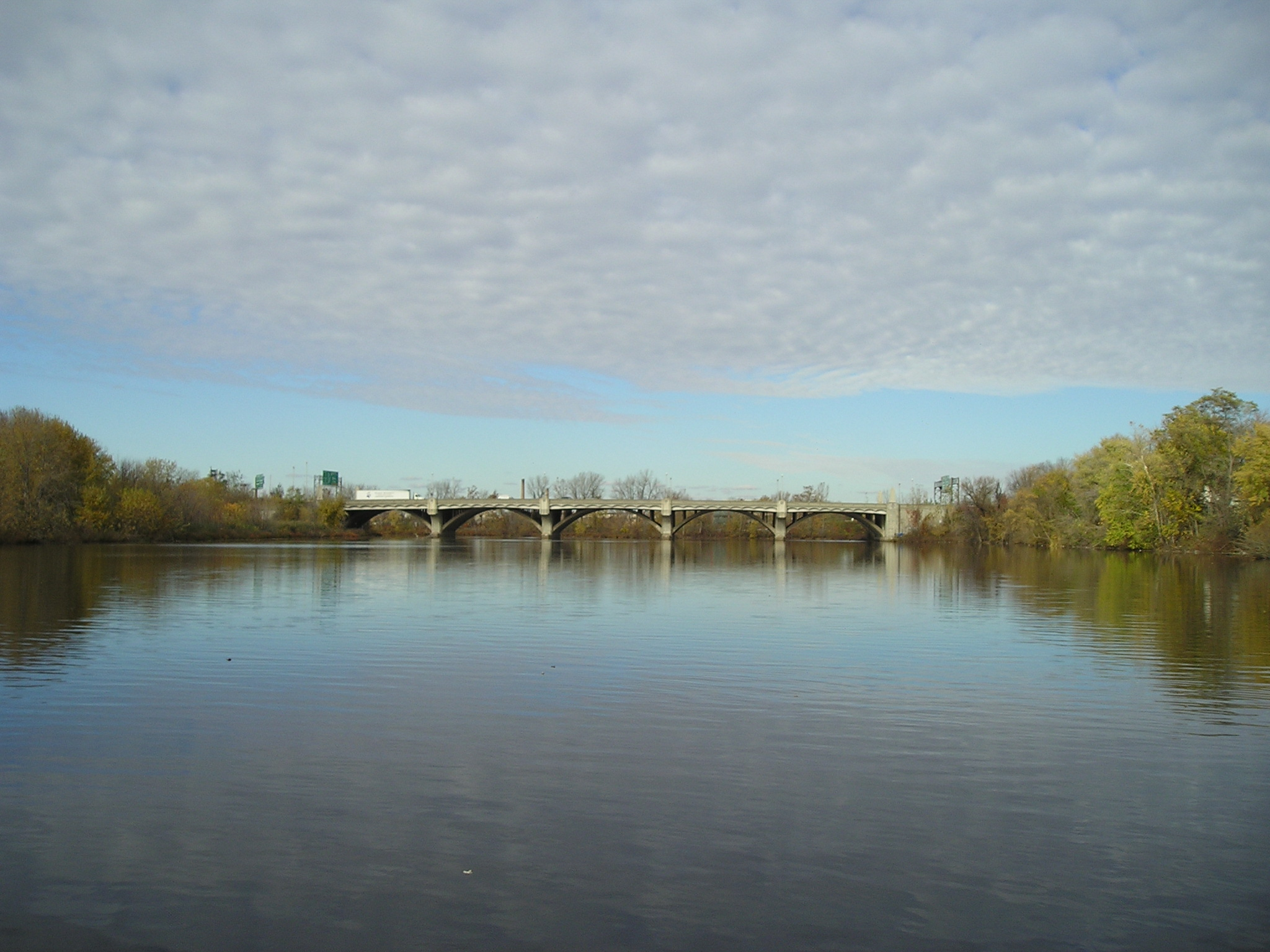
パセイック川の中流にて

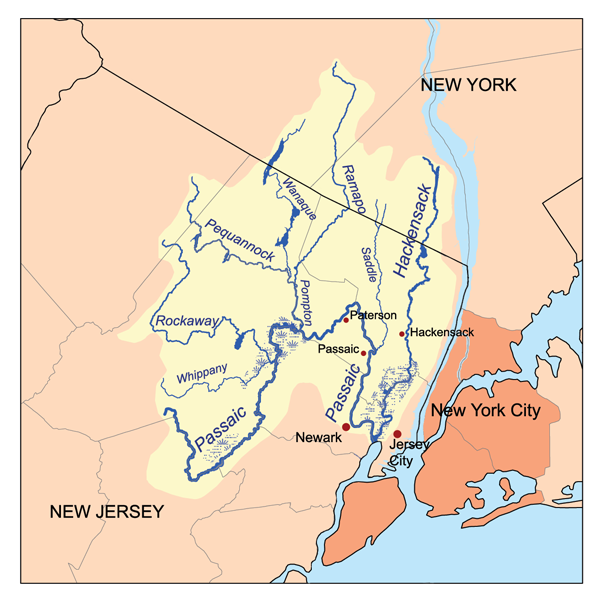
パセイック川水系とハッケンサック川水系の地図

パセイック川（英語: Passaic /IPA: [pəˈseɪ.ɪk]/ River）は、米国ニュージャージー州北部にある全長約130kmの川である。

## 概要
パセイック川はニュージャージー州北部のモリス郡に発して、グレート・スワンプ（Great Swamp）と呼ばれる丘陵地帯に挟まれた湿地帯の低地を蛇行しながら流れ、ショートヒルズを経て北東へ向かう。
中流部ではパターソンの「パターソンの大滝」を経て、流路は南下に変わり、下流部では、ニューアークのダウンタウン沿いを含む、ニュージャージー州で最も都市化された工業地帯を流れる。最下流では、これまでの北から南への流れをペンシルベニア駅近くで西から東へ変えて、すぐまた南へ流れて、ハッケンサック川と一緒に（北緯40度42分46秒 西経74度07分08秒 / 北緯40.71278度 西経74.11889度座標: 北緯40度42分46秒 西経74度07分08秒 / 北緯40.71278度 西経74.11889度）ニューヨーク港の裏の湾、ニューアーク湾へそそぐ。
下流部は20世紀に深刻な汚染と産業放棄に見舞われた。2014年4月、米国環境保護庁（EPA）は、13kmの川底から330万立方メートルの有毒な汚泥を除去する17億ドルの計画を発表した。この河川は全米で最も汚染された水域のひとつとされており、このプロジェクトは全米でこれまでに実施された有毒物質の浄化の中でも最大級のものである。

## 名勝

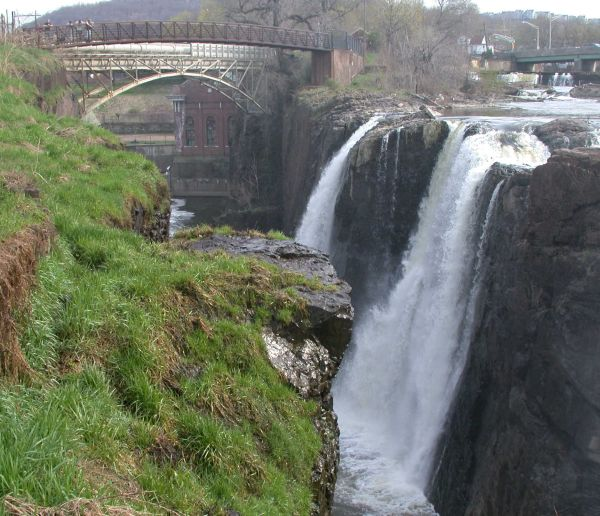
パターソンの大滝

名勝には、歴史的・観光的にも大切な「パターソンの大滝」などがある。

## 参照項目
- ニュージャージー州の河川一覧（List of rivers of New Jersey）